# Othon Ier de Savoie
Pour les articles homonymes, voir Othon Ier.
Othon — Oddon, dit de Maurienne ou selon l'usage de Savoie, né vers 1023, probablement au château de Charbonnières et mort vers 1060, est le troisième comte en Maurienne, également seigneur du Bugey, d'Aoste et du Chablais (v. 1051-1060), fils du comte Humbert, dit aux-Blanches-Mains.
D'après les historiens récents, les Humbertiens, à l'origine de la maison de Savoie, bien qu'étant implantés dans le comté de Savoie, n'auraient porté le titre de comte de Savoie qu'à partir du comte Amédée III, en 1125.

## Biographie

### Naissance
Othon — également orthographié sous les formes Oddon,,, Odon,,, Otton, Otto, Eudes, — est né vers 1023, très probablement dans le château de Charbonnières, en Maurienne, centre du pouvoir des Humbertiens.
Il est le quatrième fils du comte Humbert, fondateur attesté de la dynastie, et de sa femme Ancilie (ou Auxilia, Auxiliende),,. L'aîné, Amédée, est l'héritier de son père et ses deux autres frères font une carrière ecclésiastique, Burcard devient évêque d'Aoste (1025-1032), prieur de Saint-Maurice d'Agaune, puis archevêque de Lyon (1033-1034), tandis qu'Aymon est abbé bénédictin de Saint-Maurice d'Agaune, puis évêque de Sion (1034-1054).

### Marquis en Italie

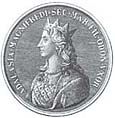
Adélaïde de Suse.

Vers 1045,-1046, il épouse Adélaïde (1015-1091), marquise (margrave) de Suse et comtesse de Turin. Il épouse ainsi cette noble dame après la mort de son père, avec l'autorisation de l'Empereur. Elle est la fille de Oldéric-Manfred II d'Oriate et de Berta degli Obertenghi ou Berthe de Luni de la maison d'Ivrée, ou encore Berthe de Toscane (vers 976- après 1029), qui possède les titres de margrave de Suse et comtesse de Turin. Elle est ainsi descendante des Arduinides, qui contrôlaient la marche de Turin. Adélaïde est déjà veuve de deux précédents mariages avec Hermann IV (1014-1038), duc de Souabe, avec qui elle a eu deux enfants, et le marquis de Montferrat Henri (décédé vers 1045), sans postérité. Par ce mariage, préparé très probablement par son père le comte Humbert, il obtient ainsi de vastes possessions en Italie du nord, avec des droits sur Suse et sa vallée — relié à la Maurienne par le col du Mont-Cenis — et sur le Piémont, notamment Ivrée et Pignerol. Cette alliance permet aussi de se rapprocher de la famille impériale.

### Comte en Savoie
Selon la tradition historiographique instaurée depuis Jehan d'Orville, dit Cabaret (XVIe siècle), historiographe du comte Amédée VIII, dans ses Chroniques de Savoie, il deviendrait comte vers 1051. Il hérite de la couronne comtale à la mort de son frère aîné, le comte Amédée Ier,, mais au préjudice de ses deux frères Burcard et Aymon, placés pourtant avant lui dans l'ordre des héritiers, probablement en raison de leur carrière religieuse. Il aurait donc la trentaine lors de son accession au trône.
Il semble être le premier de la dynastie à faire battre monnaie au château d'Aiguebelle,, coursable sur le haut Viennois, selon une charte de 1067. Toutefois, les artisans locaux semblent avoir produit des pièces altérées, amenant l'archevêque de Vienne, Léger, à se plaindre auprès d'Odon. Le comte fait par la suite fermer les ateliers.
Il est vraisemblablement, ou peut-être son aîné Amédée, à l'origine par une donation de la fondation du prieuré du Bourget. Sa femme fonde, en Piémont, l'abbaye de Sainte-Marie de Pignerol. L'implantation revêt une importance stratégique pour les Humbertiens leur permettant d'affirmer leur contrôle sur la marche d'Italie et le Val de Suse.

### Mort et lieu de sépulture
Selon la Chronique de Savoye de Cabaret, Othon meurt en 1060. Domenico Carutti (it), dans le Regesta comitum Sabaudiae (1889), donne la date précise du 19 janvier 1060, à Turin (Piémont), sachant que l'année 1057 est aussi avancée.

### Succession
Othon effectue le partage de ses titres et terres entre ses fils, Pierre et Amédée,. L'aîné, Pierre, reçoit les terres italiennes et le titre marquisal, issus des Arduinides, et le cadet, Amédée, les terres humbertiennes en royaume de Bourgogne et le titre comtal,. Une répartition des titres que l'on retrouve chez Guichenon. Ainsi, Amédée serait son successeur à la tête du comté de Savoie,.
À sa mort, les deux fils restent cependant sous la tutelle de leur mère,.

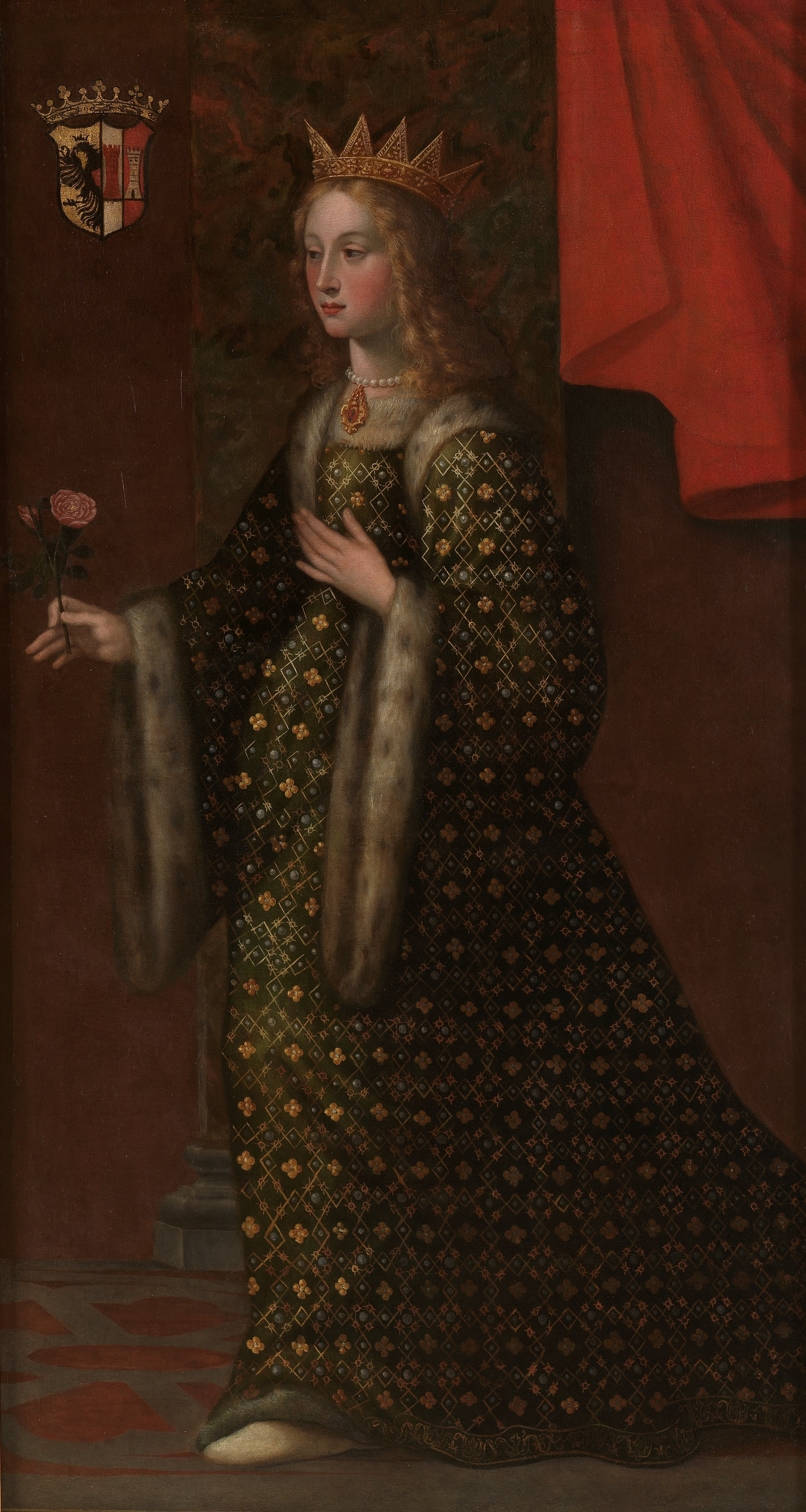
Représentation imaginaire d'Adélaïde de Suse du XVIIIe siècle (Venaria Reale).

## Famille
Othon épouse, vers 1045, Adélaïde de Suse (1015 ou 1020-1091), dite aussi Adélais/Adaline de Suza, Adélaïde de Turin, descendante des Arduinides, marquise (margrave) de Suse et comtesse de Turin,, dont c'est le troisième mariage.
De cette union avec la marquise Adélaïde, il a cinq enfants, :
- Pierre (v. 1048-v. 1078), marquis en Italie, considéré comme 4e comte de Savoie (v. 1057/1060-v. 1078), bien qu'aucun acte ne le qualifie ainsi. ∞ Agnès de Poitiers (d'Aquitaine) ;
- Amédée (v. 1050-1080), 5e comte de Savoie (v. 1078-1080). ∞ Jeanne de Genève ;
- Berthe, dite de Turin (1051-1087), ∞ (1066) Henri de Franconie, futur empereur Henri IV, élu en 1084 ;
- Adélaïde (1052-1079), ∞ (1067) Rodolphe de Rheinfeld-Souabe, duc de Souabe (1057-1079), et futur antiroi des Romains (1077-1080) ;
- Othon, Ot(t)on, Od(d)on († v. 1088), évêque d'Asti.

## Titres et possessions
Othon est porte les titres de marquis et de comte (marchionis et commitissæ), dans une charte datant de l'année 1040.
Othon signe différents actes du titre de marquis en Italie, à la suite de son mariage avec Adélaïde de Suse. Il est dit Ottonis marchionis de Italia, dans les Annales de Saxe d'Annalista Saxo.
Il hérite à la mort de son frère aîné des titres de comte en Maurienne, et de seigneur du Bugey, en Tarentaise, de Savoie, d'Aoste et du Chablais. Bien que seigneur en comté de Savoie, le titre de comte de Savoie n'est porté par les Humbertiens qu'à partir du comte Amédée III en 1125. Laurent Ripart insiste, dans sa thèse, pour que l'on transcrive la titulature sous les formes de « comte en Maurienne » et de « marquis en Italie ».